# 阿蘇町
阿蘇町（あそまち）は、熊本県阿蘇郡にあった町。熊本県の北東阿蘇山の麓に位置していた。
2005年（平成17年）2月11日、隣接する一の宮町、波野村と合併し阿蘇市となった。

## 歴史
- 1954年（昭和29年）4月1日 - 阿蘇郡内牧町、尾ヶ石村、黒川村、永水村、山田村が新設合併し阿蘇町が発足。
- 2005年（平成17年）2月11日 - 阿蘇郡一の宮町、波野村と新設合併し、阿蘇市が発足。同日阿蘇町廃止。

## 行政
- 町長：川﨑敦夫
- 町議会議員：16人

## 姉妹都市・提携都市

### 国内
- 阿寒町（北海道） - 1986年12月2日姉妹都市提携

### 海外
- ラグレンジ（アメリカ合衆国 ジョージア州） - 1979年6月30日姉妹都市提携
- イビポラン（ブラジル連邦共和国 パラナ州） - 1985年11月23日姉妹都市提携

## 施設

### 文化施設
- 中央公民館
- 町立図書館

### 体育施設
- 阿蘇町立体育館
- 農村公園あぴか

## 教育

### 小学校
- 阿蘇町立阿蘇西小学校
- 阿蘇町立内牧小学校　　　　
  - 深葉分校
- 阿蘇町立尾ヶ石東部小学校
- 阿蘇町立乙姫小学校
- 阿蘇町立碧水小学校
- 阿蘇町立役犬原小学校
- 阿蘇町立山田小学校

#### 中学校
- 阿蘇町立阿蘇中学校
- 阿蘇町立阿蘇北中学校

## 交通

### 鉄道
- 九州旅客鉄道（JR九州）
  - 豊肥本線
    - いこいの村駅 - 阿蘇駅 - 内牧駅 - 市ノ川駅 - 赤水駅

### 一般路線バス
- 九州産交バス

### 道路
- 国道57号
- 国道212号

## 観光
- 阿蘇カドリー・ドミニオン
- 阿蘇火山博物館
- オルゴール響和国
- はな阿蘇美
- 阿蘇赤水温泉
- 阿蘇内牧温泉
- 阿蘇山
- 大観峰

## 阿蘇町を舞台にした作品

### 小説
- 二百十日（夏目漱石）

### 映画
- 黄泉がえり（2003年）

## 出身著名人
- 松岡利勝（政治家）
- 竹原ひろみ（ものまねタレント）
- 佐藤和宏（元プロ野球選手）